# Artimpaza patruelis
Artimpaza patruelis är en skalbaggsart som beskrevs av Holzschuh 1989. Artimpaza patruelis ingår i släktet Artimpaza och familjen långhorningar. Inga underarter finns listade.